# Villa delle Rose
Villa delle Rose è un edificio storico di Bologna, adibito a sede museale.
Si trova nel quartiere Porto-Saragozza.

## Storia

### Dalla costruzione al 1916
La villa fu edificata sulla piccola altura di Monte Franco, ai piedi del colle della Guardia, come dimora di campagna della famiglia senese Spanocchi.
Fu poi ristrutturata nella seconda metà del Settecento; i catasti dell'epoca la indicano come residenza di villeggiatura della famiglia Cella, da cui prese il nome di Casino Cella.
In seguito divenne nota anche come Villa la Scala, per via della scalinata a più rampe che, partendo da via Saragozza, dà accesso della villa.
Nel corso dell'Ottocento la villa passò di mano tra varie famiglie, dai Pepoli ai conti Bartolomasi, che nel 1900 la affittarono ai coniugi Armandi Avogli. I coniugi iniziarono a ristrutturarla e, nel 1906, l'acquistarono.
All'epoca, la villa veniva da decenni di abbandono pressoché totale, tanto che i bolognesi la chiamavano casa dei gufi. La causa era da rintracciare nell'ampliamento della sede stradale di via Saragozza per la realizzazione della rete tranviaria di Bologna, che aveva provocato lo sbancamento del colle e la distruzione della scala d'accesso e del parco, con le conseguenti difficoltà di accesso e slavine.
Gli ingenti lavori di recupero furono affidati, nel 1907, all'architetto Dante Trebbi, con la supervisione del conte Guelfo Armandi Avogli. I lavori diedero che diedero nuova vita al parco e alla villa, in previsione della sua donazione al Comune, affinché diventasse uno spazio culturale e un giardino per lo svago dei bolognesi. Allo stesso tempo, per l'abbondanza dei fiori, la villa divenne nota come Villa delle Rose.

### Dal 1916 a oggi
L'edificio fu donato al Comune di Bologna dalla contessa Nerina Armandi Avogli, nel 1916, affinché vi venisse istituita "una galleria d'arte moderna". I lavori di inventario furono avviati alla morte della contessa, il 18 dicembre 1916, e terminarono solo nel 1919.
Il 1 luglio 1922 vi fu inaugurata la Casa del Sole, un ricreatorio estivo che ospitò oltre cento bambini malati di tubercolosi. L'iniziativa fu voluta da Gida Rossi, presidente del Comitato Mutilati e Tubercolotici di Guerra, nota a Bologna per le sue conferenze all'Università popolare e per le sue numerose attività filantropiche.
La villa fu la prima sede della Galleria d'arte moderna di Bologna, fin dalla sua inaugurazione, nel 1926. Al momento dell'apertura, la Galleria contava circa 160 opere, principalmente di pittura ottocentesca.
Nel 1936 la collezione venne riordinata dallo storico dell'arte Guido Zucchini, il quale diede la priorità alle sole opere del Novecento, trasferendo 29 opere ottocentesche alle Collezioni Comunali d'Arte, da poco inaugurate a Palazzo D'Accursio.
Fra il 1943 e il 1946, a causa delle operazioni belliche della seconda guerra mondiale, le opere vennero ricoverate in depositi, mentre la Villa venne adibita ad ospedale e, successivamente, a comando militare, prima tedesco e poi alleato.
Dopo la Liberazione, la Galleria riaprì, sebbene inizialmente su di un solo piano. Nel 1959 venne nominato direttore il critico d'arte bolognese Francesco Arcangeli, che - assieme a Mario De Micheli e Antonello Trombadori - avviò una campagna di acquisti di opere d'arte contemporanea. Presto, grazie a numerose acquisizioni e donazioni, la collezione si ingrandì, tanto che già nel 1961 contava più di 2.000 opere. Ampio spazio venne accordato all'arte regionale, ma anche ad artisti italiani e stranieri di spicco, come Roberto Sebastián Matta, Renato Guttuso, Alberto Burri, Leoncillo Leonardi o Antoni Tàpies, testimonianza del fermento politico e intellettuale della Bologna di quegli anni. Nuove acquisizioni, in occasione della Biennale di Venezia del 1968, arricchirono la Galleria con opere di Gianni Colombo, Enrico Castellani, Bridget Riley e Giovanni Korompay, in linea con l'interesse di quel periodo verso le ricerche spaziali e ambientali.
Nel 1974 la villa venne chiusa; la Galleria d'arte moderna riaprì nel 1975 nella nuova sede in Piazza della Costituzione, presso la Fiera di Bologna. Nel 1989 la villa riaprì come dépendance della GAM per ospitare esposizioni temporanee.

## Giardino
Il Giardino di Villa delle Rose si estende per poco meno di due ettari, sulle prime pendici del Colle della Guardia.
È caratterizzato dalla presenza di un giardino ornamentale di sempreverdi, in gran parte esotici (abeti di Spagna, cipressi, cedri, magnolie, pini, un'araucaria), siepi di Poncirus trifoliata e tasso, e un suggestivo viale di ippocastani.
Nel giardino spicca un superbo esemplare di faggio, collocato di fronte all'edificio.
Tutt'intorno alla villa si trovano diverse opere scultoree di fine Ottocento e inizio Novecento. Tra gli artisti presenti si segnalano Cincinnato Baruzzi, Ercole Drei, Silverio Montaguti e Giuseppe Romagnoli.

### Sulla Casa del Sole
- Casa del sole 1923-1928. Omaggio ai bimbi della piccola compagnia d'onore, a cura del Comitato femminile bolognese pro mutilati ed invalidi di guerra, 2. ed. riveduta e aggiornata, Bologna, Stabilimenti Poligrafici Riuniti, 1928
- Casa del sole del Comitato femminile pro mutilati e invaldi di guerra 1923 - 1935-XIV, 3. ed. rived. e aggiorn., Bologna, Tip. Grandi, 1935
- Bonifacio Pistacchio, La lotta contro la tubercolosi a Bologna tra la fine '800 e primi '900. Strutture e personaggi, in Strenna storica bolognese, 1993, pp. 319–340